# Der Funkenruf der Riobamba
Der Funkenruf der Riobamba ist der Titel eines  Kriminaldramas, das Adolf Gärtner 1920 für die Kassandra-Film (ehem. Societäts-Film), Berlin als Stummfilm realisierte. In dieser Folge aus der „Joe Jenkins“-Serie spielte Kurt Brenkendorf den tatkräftigen Detektiv.

## Handlung
Auf dem titelgebenden Dampfer, an dessen Bord „anstössige Schiebertänze“ veranstaltet werden, kämpft Joe Jenkins gegen eine Bande skrupelloser Mädchenhändler. Ihr Chéf ist Graf Coveland, ein „zerlumpter Aristokrat, der Frauen durch Suggestion und Hypnose in seinen Bann zu ziehen“ weiß.

## Hintergrund
Der Film, eine Produktion der Kassandra-Film Berlin, wurde von Charles Paulus fotografiert. Die Filmbauten schuf der Architekt Barlitza. Er lag der Berliner Zensurbehörde am 28. Juli 1920 zur Prüfung vor und erhielt Jugendverbot, das am 30. Juli 1920 unter der Nr. B.00128 von der Oberprüfstelle – trotz freiwillig ausgeführter Schnitte im 5. Akt – bestätigt wurde. Die Uraufführung fand 1920 in Berlin im Berliner Sportpalast statt, der auch als Lichtspielhaus genutzt und 1919 als „größtes Kino der Welt“ angepriesen wurde.

## Rezeption
Funkenruf ist ein inzwischen veralteter Ausdruck für „Funkspruch, drahtlose Nachricht“, wie er noch im Ersten Weltkrieg gebräuchlich war.
Die Sendeapparaturen vor Erfindung der Radioröhre erzeugten tatsächlich sicht- und hörbare Funken.